# Pearl Queen
Pearl Queen est une jument trotteur français, née le 21 février 2003, élevée par Alexandre et Christophe Guilloux et entraînée par Thierry Duvaldestin, qui participait aux courses de trot.

## Carrière de course
Née le 21 février 2003, cette fille de Carpe Diem et Féline Queen, pouliche alezane de petit gabarit (1,56 m), se qualifie le 26 juillet 2005 à Caen avec une réduction kilométrique de 1'19"9. Elle  marque le monde du trot l'année suivante en restant invaincue en quatorze courses, tout en signant le rare doublé Critérium des Jeunes - Critérium des 3 ans. Elle en profite aussi pour remporter quatre courses de Groupe I. Elle est finalement battue au mois de janvier 2007 par son grand rival mâle, Prince d'Espace, dans le Prix de Tonnac-Villeneuve. Vingt jours plus tard, elle est à nouveau battue par Popinée de Timbia, sa compagne d'écurie, dans le Prix Charles Tiercelin. Elle se reprend cependant dans le Prix Éphrem Houel en inscrivant son nom au palmarès, puis poursuit sa route victorieuse dans le Prix de Sélection, le Prix Paul Leguerney et le Prix Gaston de Wazières. Archi-favorite du Critérium des 4 ans, elle ne peut réaliser l'exploit d'un triplé des critériums et doit se contenter d'une 5e place.
Après quelques mois d'interruption, elle se place 5e du Prix Marcel Laurent en novembre 2007, avant de décevoir dans le Prix Ariste-Hémard et le Critérium continental. Malgré deux sursauts en 2008 (3e du Prix de Croix et du Prix Ovide Moulinet), elle ne retrouve pas sa splendeur passée. Malgré plusieurs opérations, elle souffre toujours de problèmes au niveau de l'épiglotte et ses performances s'en ressentent. Elle fait ses adieux à la compétition le 27 avril 2008 dans le Critérium de vitesse de Basse-Normandie, dont elle prend la 6e place.

## Carrière au haras
Elle devient poulinière en 2008, et produit son premier poulain, Always King (par Love You), en 2010. Au 1er mai 2022, le meilleur de ses neuf produits est Chic Destin (2012, par Coktail Jet), riche de 100 070 € et dont le record kilométrique est de 1' 13" 1.

## Palmarès
- Critérium des Jeunes (Gr.1, 2006)
- Critérium des 3 ans (Gr.1, 2006)
- Championnat européen des 3 ans (Gr.1, 2006)
- Prix de l'Étoile (Gr.1, 2006)
- Prix Albert Viel (Gr.1, 2006)
- Prix de Sélection (Gr.1, 2007)
- Prix Roquépine (Gr.2, 2006)
- Prix Gélinotte (Gr.2, 2006)
- Prix Uranie (Gr.2, 2006)
- Prix Queila Gédé (Gr.2, 2006)
- Prix Gaston de Wazières (Gr.2, 2007)
- Prix Éphrem Houel (Gr.2, 2007)
- 2e Prix de Tonnac-Villeneuve (Gr.2, 2007)
- 2e Prix Charles Tiercelin (Gr.2, 2007)
- 3e Prix de Croix (Gr.2, 2008)
- 3e Prix Ovide Moulinet (Gr.2, 2008)

## Origines
| Origines de Pearl Queen, femelle, alezane. | Origines de Pearl Queen, femelle, alezane. | Origines de Pearl Queen, femelle, alezane. | Origines de Pearl Queen, femelle, alezane. |
| ------------------------------------------ | ------------------------------------------ | ------------------------------------------ | ------------------------------------------ |
| Père Carpe Diem                            | Workhaolic                                 | Speedy Crown (sv)                          | Speedy Scot                                |
| Père Carpe Diem                            | Workhaolic                                 | Speedy Crown (sv)                          | Missile Toe                                |
| Père Carpe Diem                            | Workhaolic                                 | Ah So                                      | Speedy Count                               |
| Père Carpe Diem                            | Workhaolic                                 | Ah So                                      | Lalita Hanover                             |
| Père Carpe Diem                            | Krille                                     | Calino                                     | Quito                                      |
| Père Carpe Diem                            | Krille                                     | Calino                                     | Qualine H                                  |
| Père Carpe Diem                            | Krille                                     | Coralie                                    | Euripide                                   |
| Père Carpe Diem                            | Krille                                     | Coralie                                    | Kalouga                                    |
| Mère Féline Queen                          | Qlorest du Vivier                          | Florestan                                  | Stars Pride                                |
| Mère Féline Queen                          | Qlorest du Vivier                          | Florestan                                  | Roquépine                                  |
| Mère Féline Queen                          | Qlorest du Vivier                          | Ua Uka                                     | Kerjacques                                 |
| Mère Féline Queen                          | Qlorest du Vivier                          | Ua Uka                                     | Flicka                                     |
| Mère Féline Queen                          | Rosa Queen                                 | Ispahan                                    | Ura                                        |
| Mère Féline Queen                          | Rosa Queen                                 | Ispahan                                    | Tessa II                                   |
| Mère Féline Queen                          | Rosa Queen                                 | Victoria Queen                             | Écusson                                    |
| Mère Féline Queen                          | Rosa Queen                                 | Victoria Queen                             | Ronce VD                                   |